# Třída Tarawa
Třída Tarawa byla třída amerických vrtulníkových výsadkových lodí (nesly označení LHA). Jejich úkolem byla přeprava, výsadek a zásobování jednotky námořní pěchoty pomocí vrtulníků a výsadkových člunů. Mohly jim přitom též poskytovat podporu pomocí kolmostartujících útočných letounů. Sloužit mohly též při odminování, živelních pohromách (například jsou vybaveny velkou nemocnicí) či jako velitelská plavidla. Celkem bylo postaveno pět jednotek této třídy, zařazených do služby v letech 1976-1980. Jako poslední jednotka třídy byla roku 2015 vyřazena USS Peleliu, nahrazená novou vrtulníkovou výsadkovou lodí USS America (LHA-6).

## Jednotky
Všech pět výsadkových lodí této třídy postavila americká loděnice Ingalls Shipbuilding v Pascagoule ve státě Mississippi.
Jednotky třídy Tarawa:
| Jméno                    | Založení kýlu      | Spuštěna na vodu   | Vstup do služby   | Poznámka      |
| ------------------------ | ------------------ | ------------------ | ----------------- | ------------- |
| USS Tarawa (LHA-1)       | 15. listopadu 1971 | 1. prosince 1973   | 29. května 1976   | vyřazena 2008 |
| USS Saipan (LHA-2)       | 21. července 1972  | 20. července 1974  | 15. října 1977    | vyřazena 2007 |
| USS Belleau Wood (LHA-3) | 5. března 1973     | 11. dubna 1977     | 23. září 1978     | vyřazena 2005 |
| USS Nassau (LHA-4)       | 13. srpna 1973     | 21. ledna 1978     | 28. července 1979 | vyřazena 2011 |
| USS Peleliu (LHA-5)      | 12. listopadu 1976 | 25. listopadu 1978 | 3. května 1980    | vyřazena 2015 |

## Konstrukce

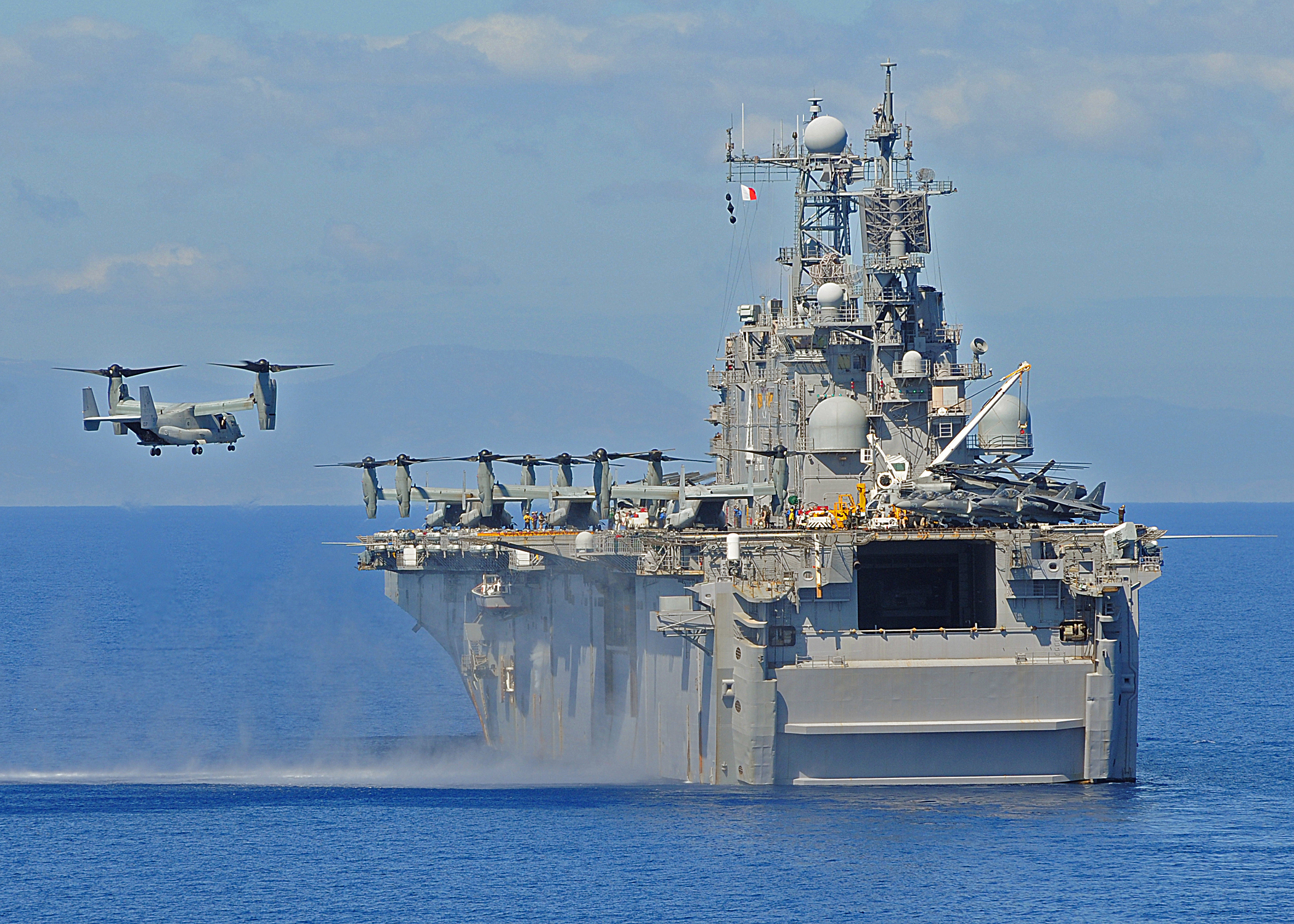
Konvertoplán MV-22B Osprey a USS Nassau

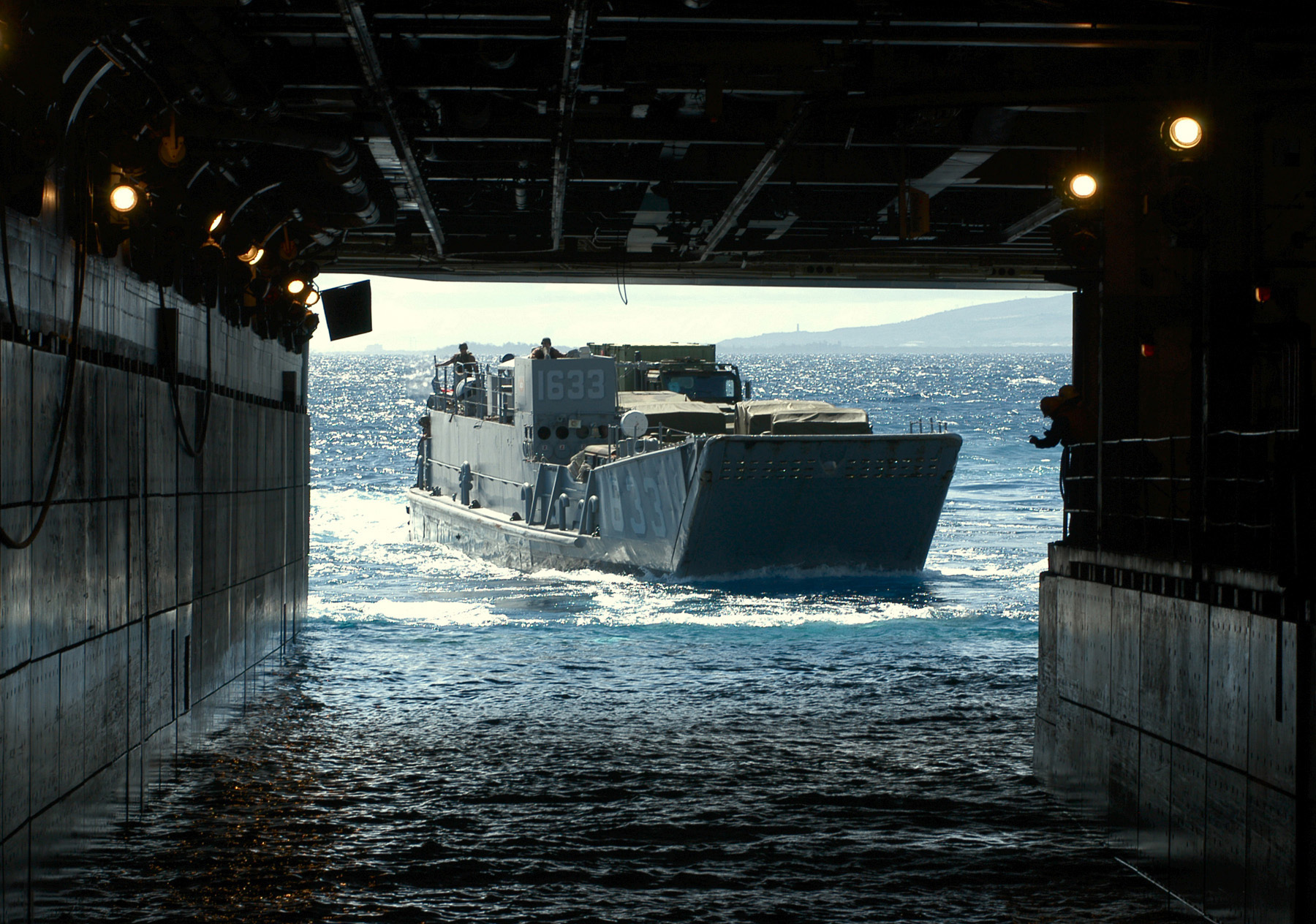
Vyloďovací člun LCU vplouvá do doku USS Tarawa

Oproti třídě Iwo Jima měly více než dvojnásobný výtlak a dok pro vypouštění výsadkových člunů a vznášedel. Šlo do něj umístit jeden LCAC, nebo sedm LCM-8, nebo až sedmnáct LCM-6. Nad dokem byla paluba s vozidly či jinou těžkou technikou — například s až 40 obrněných transportérů. Dále nesla výsadek 1 900 vojáků námořní pěchoty.
Letecký park tvořily vrtulníky či letadla VTOL v obvyklém počtu okolo 25 kusů. Mohly to být transportní vrtulníky CH-46 a CH-53, bitevní vrtulníky AH-1 či útočné letouny AV-8B Harrier II. Z hangáru byla technika vyvážena na palubu pomocí dvou výtahů — jedním na levoboku a druhým na zádi. Lodě měly přímou letovou palubu a velitelský ostrov na pravoboku — připomínaly tedy klasické letadlové lodě. Jelikož z nich operovaly pouze vrtulníky a kolmostartující letouny, nebyly vybaveny katapulty.
Plavidla po dokončení nesla tři 127mm lodní kanóny Mk 45 ve třech dělových věžích, dva osminásobné kontejnery řízených střel Sea Sparrow a dva 20mm systémy blízké obrany Phalanx, sloužící zejména k obraně proti protilodním střelám.

## Operační služba
Lodě třídy Tarawa byly nasazeny například ve válce v Zálivu. Tarawa nesla během operace Pouštní bouře dvacítku letounů AV-8B, které z její paluby plnily bitevní úkoly.